# Psykofysik
Psykofysik är en gren av psykologin där man studerar sambanden mellan kvantitativa dimensioner av fysikaliska retningar av sinnesorganen och upplevelserna, som likaledes mäts kvantitativt. 
Psykofysikens grundläggare var Gustav Fechner, som menade att sambandet mellan upplevelse och stimulus följer en logaritmisk lag (Fechners lag). 